# Cryphia maeonis
Cryphia maeonis là một loài bướm đêm trong họ Noctuidae.